# Die fröhliche Weinrunde
Die fröhliche Weinrunde war eine Fernsehshow des Westdeutschen Rundfunks (WDR) die erstmals am 4. Juli 1964 in der ARD ausgestrahlt wurde. Zu Beginn der Reihe wechselte der Sendetitel der einzelnen Ausgaben. So sind unter anderem Die fröhliche Weinkarte, Die fröhliche Weinlese, Die fröhliche Weinprobe und Der fröhliche Weinkeller überliefert. Ab 1966 erhielt die Sendung die endgültige Bezeichnung Die fröhliche Weinrunde. Die letzte Folge am 26. Oktober 1968 firmierte dann unter Die letzte Weinrunde. Sendeplatz war immer der Samstagabend um 20:15 Uhr. Die Regie führte jeweils Fred Kraus.

## Konzeption
Als Kulisse für die Sendung diente ein im Studio A des WDR nachgebautes Weinlokal, dass in der Ausstattung einem Weinkeller nachempfunden war. Durch die Sendung führten als Gastgeber, vielfach auch singend, Margit Schramm als Wirtin und Willy Schneider in der Rolle des Kellermeisters. Die einzelnen Shows wurden zudem unter ein besonderes Motto gestellt (zum Beispiel Karneval oder Wein und Musik aus Ungarn), das sich thematisch wie ein roter Faden durch die jeweiligen Sendungen zog.
Zum regelmäßigen Stammtisch gehörten die Schauspieler Paul Henckels (bis 1967) als Vorsitzender, Arno Paulsen, Frank Barufski, Jupp Hussels und Kurt Großkurth. Die musikalische Begleitung übernahm das Orchester Kurt Edelhagen. Auch das Eilemann-Trio zählte neben Kurt Lauterbach als Oberkellner zur Stammbesetzung der Sendung. Als Gäste wurden bekannte Interpreten der deutschen Schlager- und Volksmusik und andere prominente oder regionale Künstler der damaligen Zeit eingeladen. Darunter befanden sich Rudolf Schock, Kurt-Adolf Thelen, der Günter-Kallmann-Chor, das Medium-Terzett oder die Schauspielerin Monika Dahlberg und die Schauspieler Herbert Prikopa, Peter W. Staub oder auch Kurt Pratsch-Kaufmann. In der Ausgabe zu Karneval 1965 traten als Gäste die Schauspieler Franz Schneider, Hugo Lindinger und Michl Lang auf. Ebenso waren artistische Darbietungen und einzelne Tanzeinlagen unter der Choreografie von Irene Mann Programmpunkte der Sendungen.

## Laufzeit
Die Show lief vom 4. Juli 1964 bis 26. Oktober 1968 auf dem Hauptsendeplatz am Samstagabend. Auf Grund einer Programmreform des Westdeutschen Rundfunks, die eine Verjüngung im Unterhaltungssektor des Senders zum Inhalt hatte, wurde die Sendereihe im Herbst 1968 gemeinsam mit anderen Sendeformaten aus dem Programm genommen.